# Tsujius itoi
Tsujius itoi là một loài bọ cánh cứng trong họ Cerambycidae.